# Wartenau
Wartenau – stacja metra hamburskiego na linii U1. Stacja została otwarta 2 października 1961. 

## Położenie
Stacja metra Wartenau znajduje się pod Wandsbeker Chaussee, między skrzyżowaniem ulic Wartenau i Conventstraße. Stacja składa się z jednego peronu wyspowegoo długości około 120 metrów. Na obu końcach peronu znajdują się schody, które prowadzą do hali dworcowej. Stamtąd rozchodzi się kilka wyjść na powierzchnię. Stacja wyposażona jest również w windy. 
Na wschód od stacji znajduje się tor manewrowy, wykorzystywany w przypadku awarii metra.